# Heidi Nordby Lunde

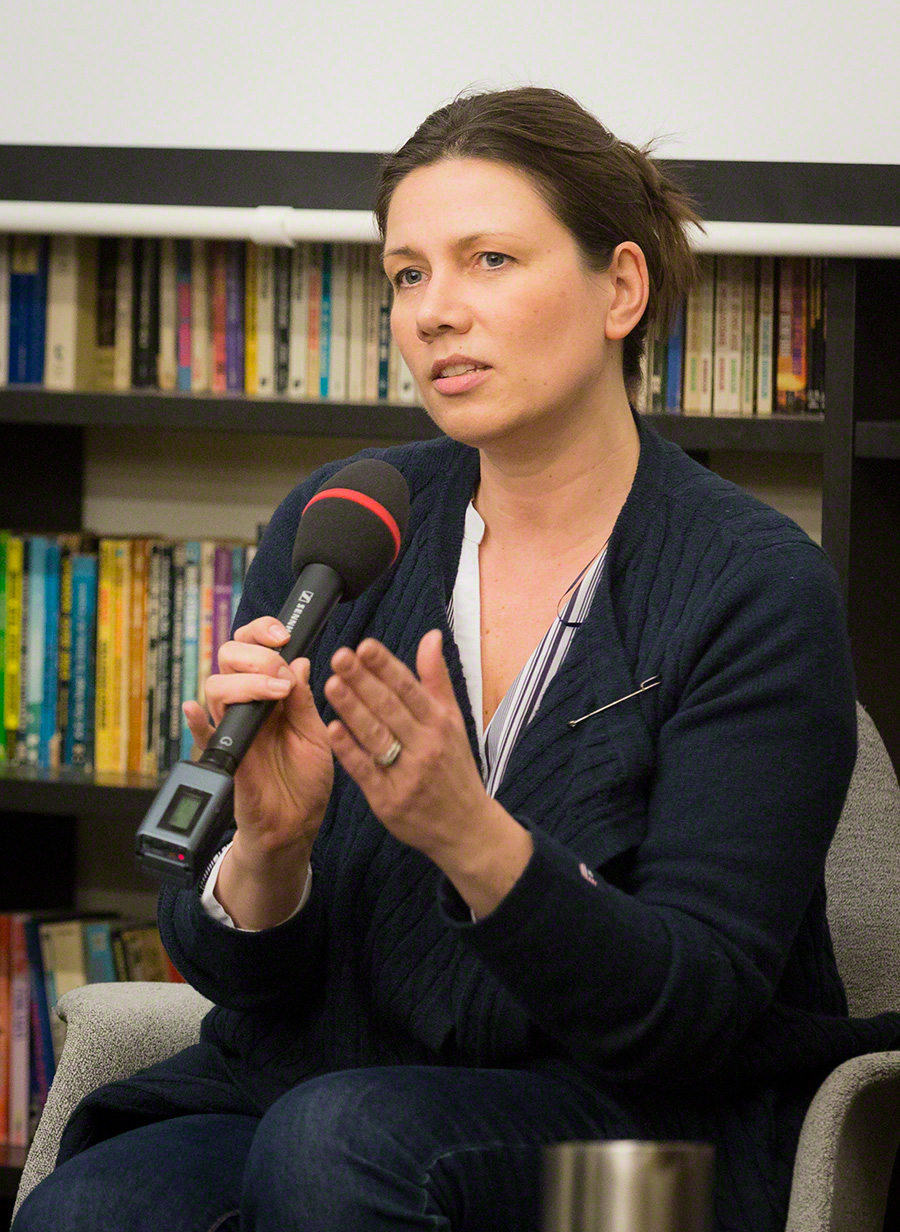
Heidi Nordby Lunde, 2016

Heidi Nordby Lunde (* 3. Februar 1973 in Oslo) ist eine norwegische Politikerin der konservativen Partei Høyre. Seit 2013 ist sie Abgeordnete im Storting.

## Leben
Lunde wurde als Autorin, Moderatorin und Rednerin bekannt. Als Bloggerin war sie mit dem Pseudonym VamPus aktiv. Im Jahr 2005 erhielt sie dafür den Bloggerpreis Gullbloggen und sie begründete ihren Gebrauch eines Pseudonyms unter anderem damit, dass ihr Arbeitgeber nicht mit ihren Beiträgen in Verbindung gebracht werden sollte. Lunde befasste sich unter anderem mit digitalen und sozialen Medien. Ab 2003 arbeitete sie in unterschiedlichen Positionen in der Medienbranche. Im Jahr 1993 war sie als Mitglied der Fremskrittspartiet (FrP) im Wahlkampf um einen Sitz im norwegischen Nationalparlament Storting angetreten, verfehlte diesen allerdings. Später wechselte sie zur konservativen Partei Høyre.
Bei der Parlamentswahl 2013 verpasste sie erneut den direkten Einzug ins Storting und sie wurde sogenannte Vararepresentantin, also mögliche Ersatzabgeordnete. Lunde übernahm so ab Oktober 2013 den Platz ihrer Parteikollegin Ine Marie Eriksen Søreide, die als Mitglied der Regierung ihr Mandat für die restliche Legislaturperiode ruhen lassen musste. Lunde wurde Mitglied im Finanzausschuss. Bei der Wahl 2017 zog sie schließlich für den Wahlkreis Oslo direkt ins Parlament ein und sie wechselte in den Arbeits- und Sozialausschuss. Dort fungierte sie für die gesamte Legislaturperiode als stellvertretende Vorsitzende.
Im Oktober 2017 übernahm sie den Vorsitz der pro-europäischen Bewegung Europabevegelsen. Im Januar 2018 wurde sie zur neuen Vorsitzenden ihrer Partei Høyre in Oslo gewählt. Nach der Stortingswahl 2021 wechselte Lund in den Finanzausschuss und sie wurde Mitglied im Fraktionsvorstand ihrer Partei.

## Positionen
Lunde gehört zu den Gegnern der Monarchie in Norwegen. Sie gehörte im Januar 2019 zu den Mitinitiatoren eines Gesetzesvorschlags, der Norwegen in eine Republik verwandelt hätte. Der Vorschlag wurde schließlich mit 36 zu 130 Stimmen abgelehnt, nur zwei Abgeordnete ihrer Partei stimmten für das Gesetz. Des Weiteren befürwortet sie einen EU-Beitritt Norwegens.